# Journal of Number Theory
Das Journal of Number Theory (JNT, J. Number Theory) ist eine seit 1969 erscheinende Zeitschrift für Zahlentheorie. Sie erschien anfangs vierteljährlich und  erscheint monatlich bei Elsevier. 
Der Gründungsherausgeber war Hans Zassenhaus und im Herausgebergremium waren 1969 Helmut Hasse, J. W. S. Cassels, Heini Halberstam, Paul Erdös, Kurt Mahler, Martin Kneser, Edmund Hlawka, Louis Mordell, Peter Swinnerton-Dyer, Olga Taussky-Todd, Pál Turán,  Peter Roquette, Arnold Ross, Klaus Friedrich Roth, Wolfgang Schmidt, Henry Mann, Heinrich-Wolfgang Leopoldt, Sigekatu Kuroda, Richard Brauer, Sarvadaman Chowla, Nesmith Ankeny, Shimshon Amitsur, Paul Bateman.
Herausgeber ist Dorian Goldfeld (2019).
Die ISSN ist 0022-314X.